# Neil Webb
Neil John Webb (Reading, Inglaterra, 30 de julio de 1963) es un exfutbolista inglés, podía desempeñarse como mediocampista o defensa y se retiró en 1997.

## Clubes
| Club              | País       | Año         |
| ----------------- | ---------- | ----------- |
| Reading FC        | Inglaterra | 1980 - 1982 |
| Portsmouth FC     | Inglaterra | 1982 - 1985 |
| Nottingham Forest | Inglaterra | 1985 - 1989 |
| Manchester United | Inglaterra | 1989 - 1992 |
| Nottingham Forest | Inglaterra | 1992 - 1994 |
| Swindon Town      | Inglaterra | 1994        |
| Double Flower FA  | Inglaterra | 1995        |
| Nottingham Forest | Inglaterra | 1995 - 1996 |
| Grimsby Town      | Inglaterra | 1996        |
| Aldershot Town    | Inglaterra | 1996 - 1997 |

## Palmarés
Nottingham Forest FC
- Carling Cup: 1989

Manchester United FC
- FA Cup: 1990
- Carling Cup: 1992
- Recopa de Europa: 1991
- Supercopa de Europa: 1991

- Datos: Q463295